# 대한용무도협회
대한용무도협회는 대한민국의  용무도를 관리하는 스포츠 행정 기구이다.